# Processionsspinnare

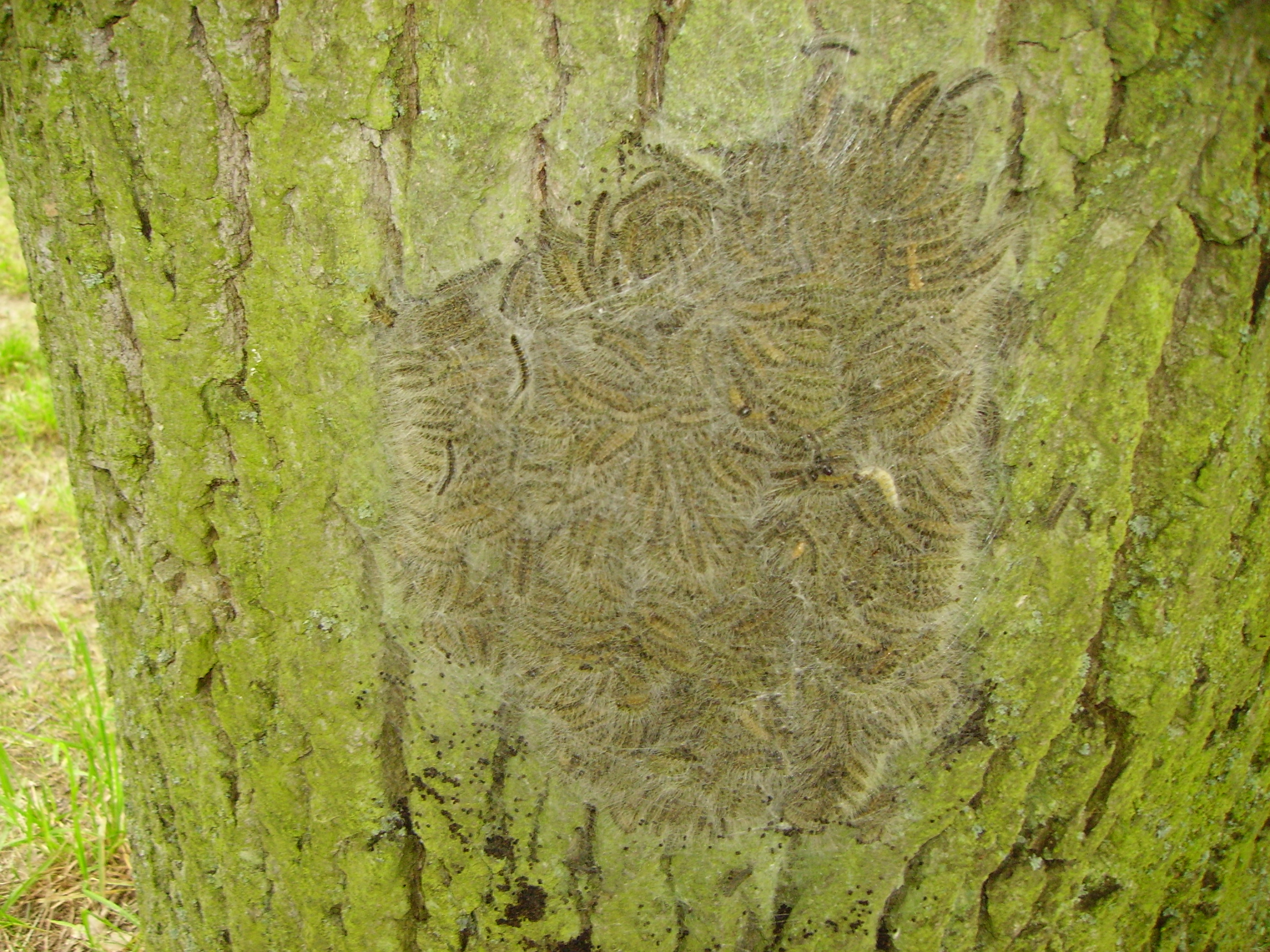
Larver av ekprocessionsspinnare på ekstam.

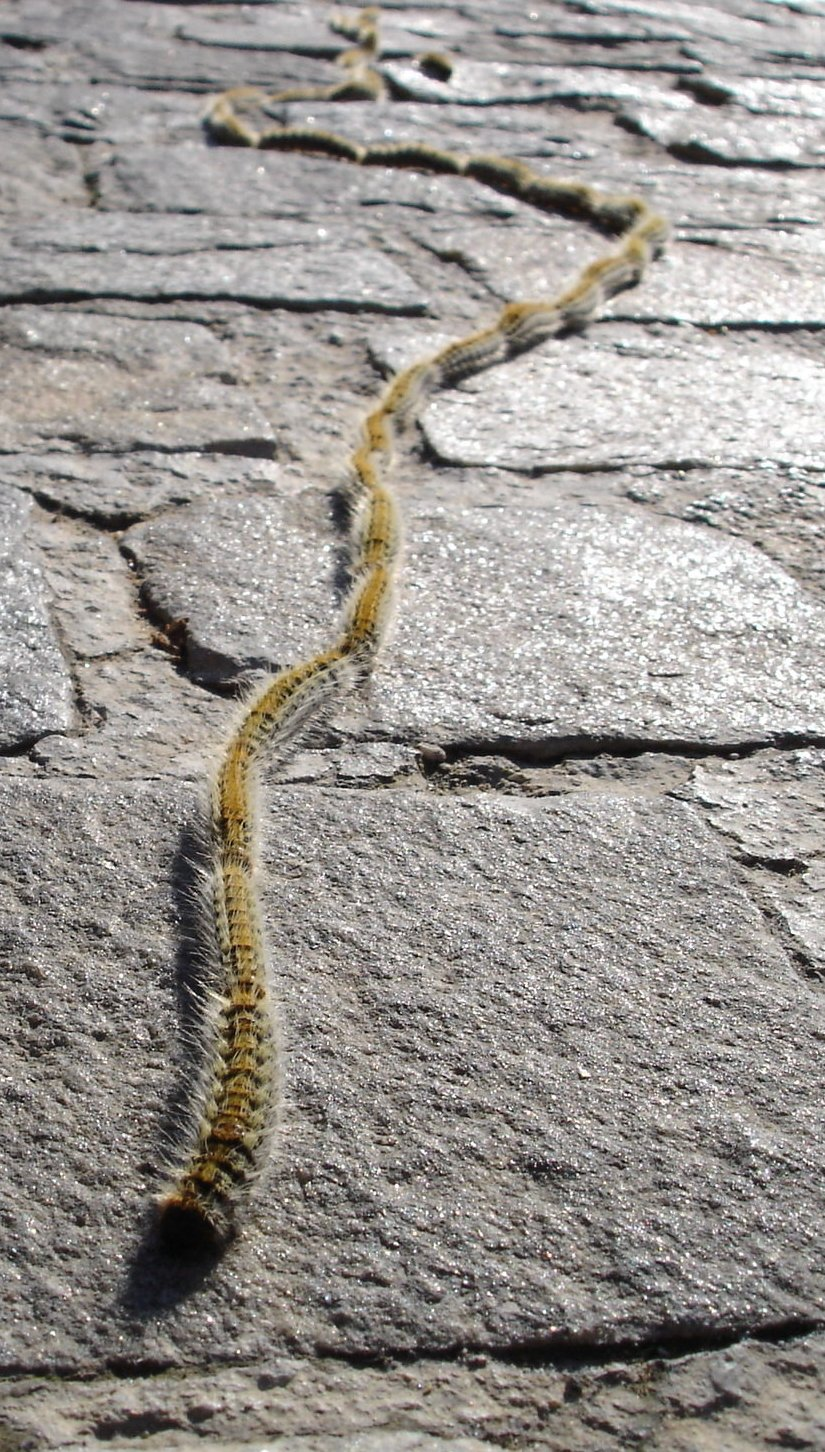
Larver av Thaumetopoea pityocampa i gåsmarsch.

Processionsspinnare (Thaumetopoeinae) är en underfamilj i fjärilsfamiljen tandspinnare (Notodontidae).  

## Kännetecken
De vuxna insekternas kropp är förhållandevis kort och kraftig. Framvingarna är oftast grå med mörka tvärlinjer. Bakvingarna är vanligen något ljusare än framvingarna. Vingbredden är mellan 28 och 38 millimeter. Larverna av processionspinnare är ovanligt sällskapliga och samlas ofta i stora klungor för att förpuppa sig eller söka föda. Vanligtvis är de svartaktiga med vitgrå sidor och rödaktiga ryggfläckar. Många av dem har brännhår och om man råkar röra vid en larv kan det, beroende på art, orsaka mer eller mindre stark hudirritation och klåda.
Ett exempel på en processionspinnare är den i mellersta Europa på ekar levande ekprocessionspinnaren, Thaumetopoea processionea, vars larver tillbringar dagen i ett gemensamt bo spunnet av silkestrådar och på kvällen ger sig ut i ordnade tåg för att äta av ekarnas blad.
Unga larver går i så kallad "gåsmarsch", det vill säga i ett ordnat led. Äldre larver bildar oftast en så kallad "svinfylking", en formation som liknar en triangel, med en ledare i spetsen. Bakom ledaren formerar sig de övriga larverna i led, med ett ökande antal i varje led. Det sista ledet kan bestå av så många som 15 till 20 larver.

## Systematik
Processionspinnarna anses stundom utgöra en egen familj, Thaumetopoeidae, men placeras vanligen som underfamiljen Thaumetopoeinae bland tandspinnarna, Notodontidae, och omfattar cirka 50 arter. De flesta arterna förekommer i Orienten, Australien och Afrika och fördelar sig på nedanstående släkten:
- Aglaosoma
- Anaphe
- Axiocleta
- Cynosarga
- Epanaphe
- Epicoma
- Gazalina
- Hypsoides
- Mesodrepta
- Ochrogaster
- Paradrallia
- Tanystola
- Thaumetopoea
- Trichiocercus

### Släkten och arter i Europa och Norden
Endast släktet Thaumetopoea förekommer i Europa där det representeras av sex arter, varav de två förstnämnda förekommer i Norden.
- Ekprocessionspinnare Thaumetopoea processionea, Större delen av Europa norrut till Storbritannien och Danmark
- Tallprocessionspinnare Thaumetopoea pinivora, Från Sverige i norr till Spanien i sydväst och Rumänien i sydost
- Thaumetopoea herculeana, Iberiska halvön (förs stundom till det egna släktet Helianthocampa[7])
- Thaumetopoea pityocampa, Sydeuropa norrut till Alperna och Ukraina
- Thaumetopoea solitaria, Balkan och Cypern
- Thaumetopoea wilkinsoni, Cypern

## Förhållande till människan
En äldre föreställning om processionspinnare var att larvernas irriterande hår med vinden kunde spridas från deras bon och att de då kunde orsaka döden för människor och djur som råkade andas in dem så att de hamnade i andningsorganen eller svälja dem så att de hamnade i matsmältningskanalen. Denna myt har dock inte kunnat beläggas med vetenskapliga fakta.
De giftiga sylvassa håren som sprids för vinden, kan dock för känsliga personer orsaka svåra brännande och kliande hudutslag samt andningssvårigheter.